# Tankowiec powietrzny

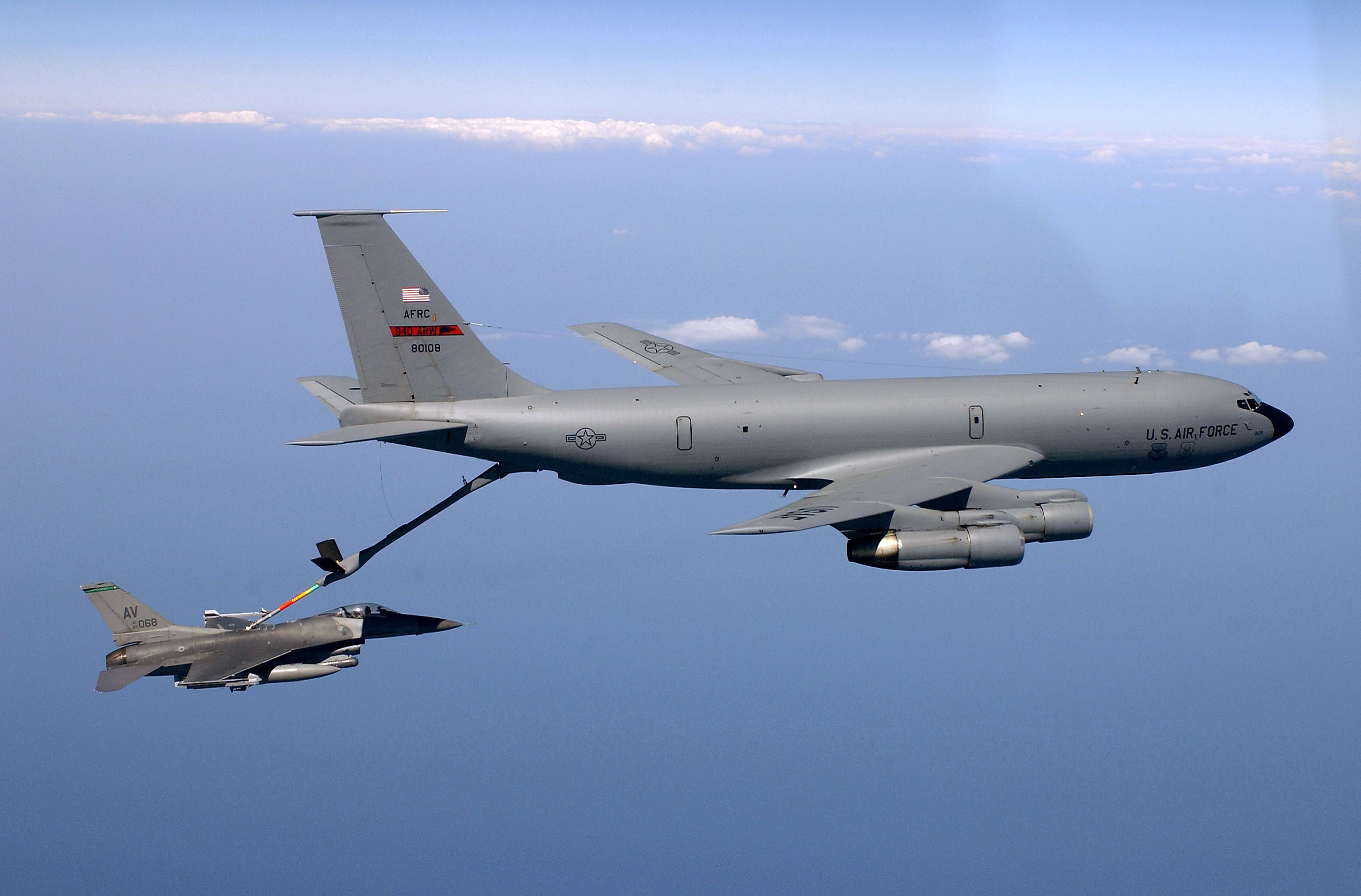
Amerykański tankowiec KC-135E zaopatrujący myśliwiec F-16C za pomocą sztywnego przewodu

Tankowiec powietrzny – samolot przeznaczony konstrukcyjnie do zaopatrywania innych samolotów w paliwo w locie (tankowania w powietrzu). Stosowane też są określenia: powietrzny zbiornikowiec, samolot-zbiornikowiec, samolot-cysterna, latająca cysterna.
Samoloty-cysterny zwykle są wersjami pochodnymi dużych samolotów transportowych lub bombowców, wyposażonych w odpowiednio pojemne zbiorniki paliwa i instalację do uzupełniania paliwa w powietrzu. Często do tej roli przebudowywano przestarzałe bombowce, np. Handley Page Victor.
Tankowiec powietrzny wyróżnia się posiadaniem odpowiednio pojemnych zbiorników paliwa, umieszczonych także np. w przedziale transportowym lub komorze bombowej, oraz przede wszystkim posiadaniem instalacji do tankowania w powietrzu. Obecnie stosowane są dwa rodzaje instalacji: z przewodem elastycznym i z przewodem sztywnym.

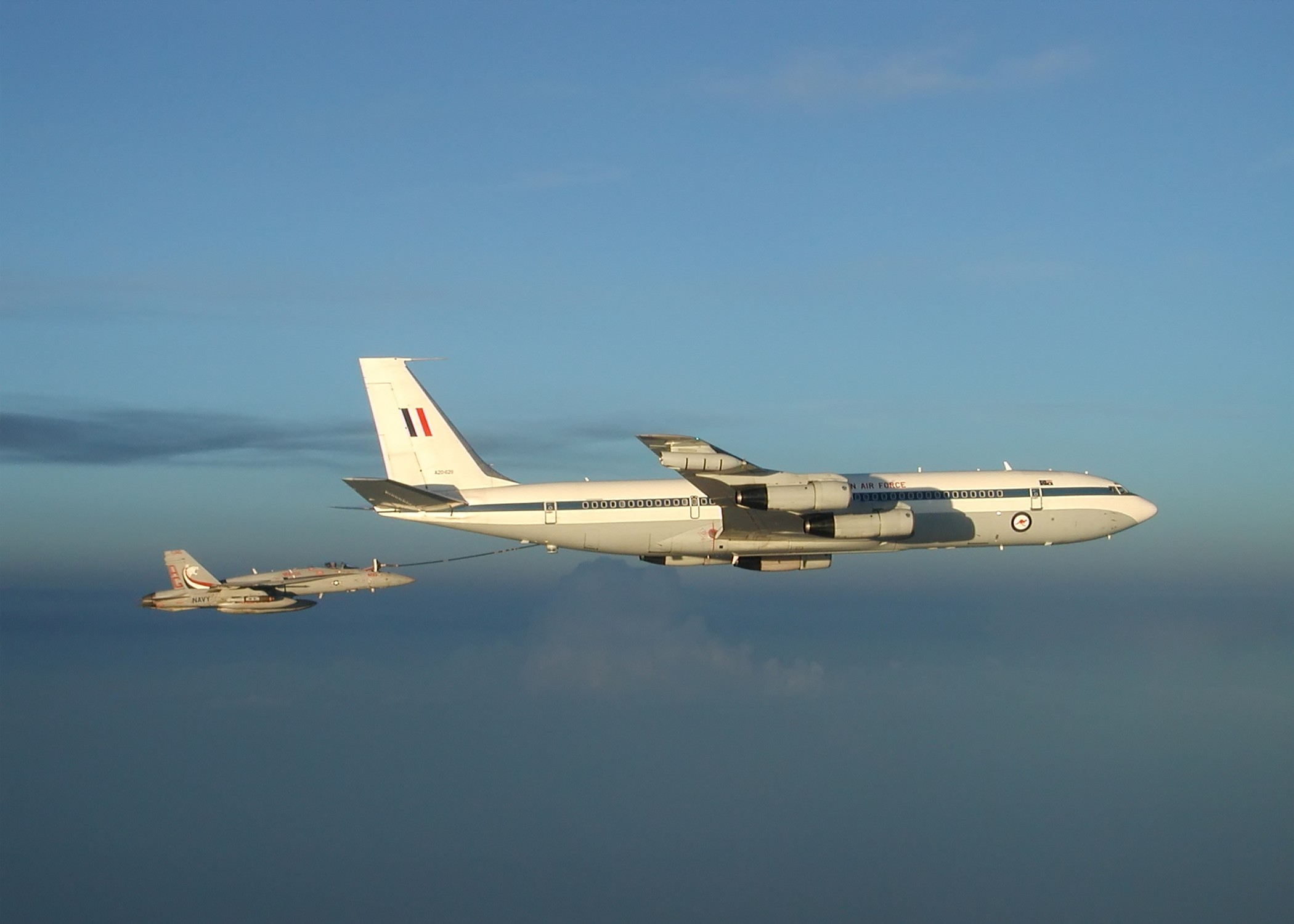
Australijski tankowiec EB-707 zaopatrujący myśliwiec F/A-18C Hornet z systemu z elastycznym przewodem

W instalacji z przewodem elastycznym, samolot-cysterna zaopatrzony jest w jedno lub więcej stanowisk (do 3), z których wypuszczany jest w locie elastyczny wąż, zakończony rozszerzającym się stożkiem. System taki jest stosowany w siłach powietrznych m.in. europejskich państw NATO i Rosji, na mniejszą skalę w USA. Stanowiska do tankowania umieszczone są zwykle pod ogonem i po jednym pod skrzydłami zbiornikowca. System ten stosowany jest także w samolotach mniejszych, np. na nowych rosyjskich myśliwcach wielozadaniowych, które po wyposażeniu ich w podczepiany agregat z wężem, mogą pełnić rolę powietrznego tankowca, zaopatrując w paliwo z własnych zbiorników inne samoloty.
Drugim stosowanym systemem tankowania w locie jest instalacja ze sztywnym przewodem. Samolot-cysterna wyposażony jest w jedno stanowisko na ogonie, z którego wysuwany jest sztywny przewód paliwowy. Operator systemu, znajdujący się na zbiornikowcu, steruje tym sztywnym przewodem. System ten stosowany jest głównie w lotnictwie USA.
Systemy tankowania w powietrzu i tankowce powietrzne wprowadzono w siłach lotniczych najsilniejszych państw w latach 50. XX w., a na większą skalę w kolejnej dekadzie.